# Route nationale 369
Die Route nationale 369, kurz N 369 oder RN 369, war eine französische Nationalstraße.
Die Straßennummer wurde erstmals im Jahr 1933 in das Nationalstraßennetz aufgenommen.
Die Straße verlief in den Jahren 1933 bis 1973 von La Ferté-sous-Jouarre nach Château-Thierry und folgte dabei weitestgehend dem Verlauf der Marne. Die Nationalstraße stellte auf diesem Abschnitt eine Alternative zur Nationalstraße N3 dar, an die sie sowohl am Start- als auch am Endpunkt anschloss.
Ihre Gesamtlänge betrug 30 Kilometer.
Im Jahr 1973 erfolgte die Abstufung zu unterschiedlichen Département-Straßen.